# Danaraja (Banyumas)
Danaraja is een bestuurslaag in het regentschap Banyumas van de provincie Midden-Java, Indonesië. Danaraja telt 935 inwoners (volkstelling 2010).